# Шамилов, Араб Шамоевич
Араб Шамоевич Шамилов (курд. Ә'рәб Шамилов, Erebê Şemo, литературный   псевдоним — Арабэ Шамо, 23 января 1897, село Сусуз, Карсская область, Российская империя — 1978, Армянская ССР) — курдский и советский писатель.

## Биография
Араб Шамоевич Шамилов родился в 1897 году в селе Сусуз Карсской области (ныне Турция). Участвовал в Гражданской войне. В 1920—1921 годах заведовал секретно-оперативным отделом ЧК в городе Куба. В 1920-е годы работал журналистом в газетах «Заря Востока», «Риа таза», «Советский Курдистан». В конце 1920-х совместно с Исааком Марогуловым разрабатывал курдский латинизированный алфавит. В январе 1937 года в ходе сталинских репрессий Шамилов был репрессирован. После освобождения (1953) продолжил литературную деятельность. В 1967 году Шамилову было присвоено звание Заслуженного деятеля культуры Армянской ССР.

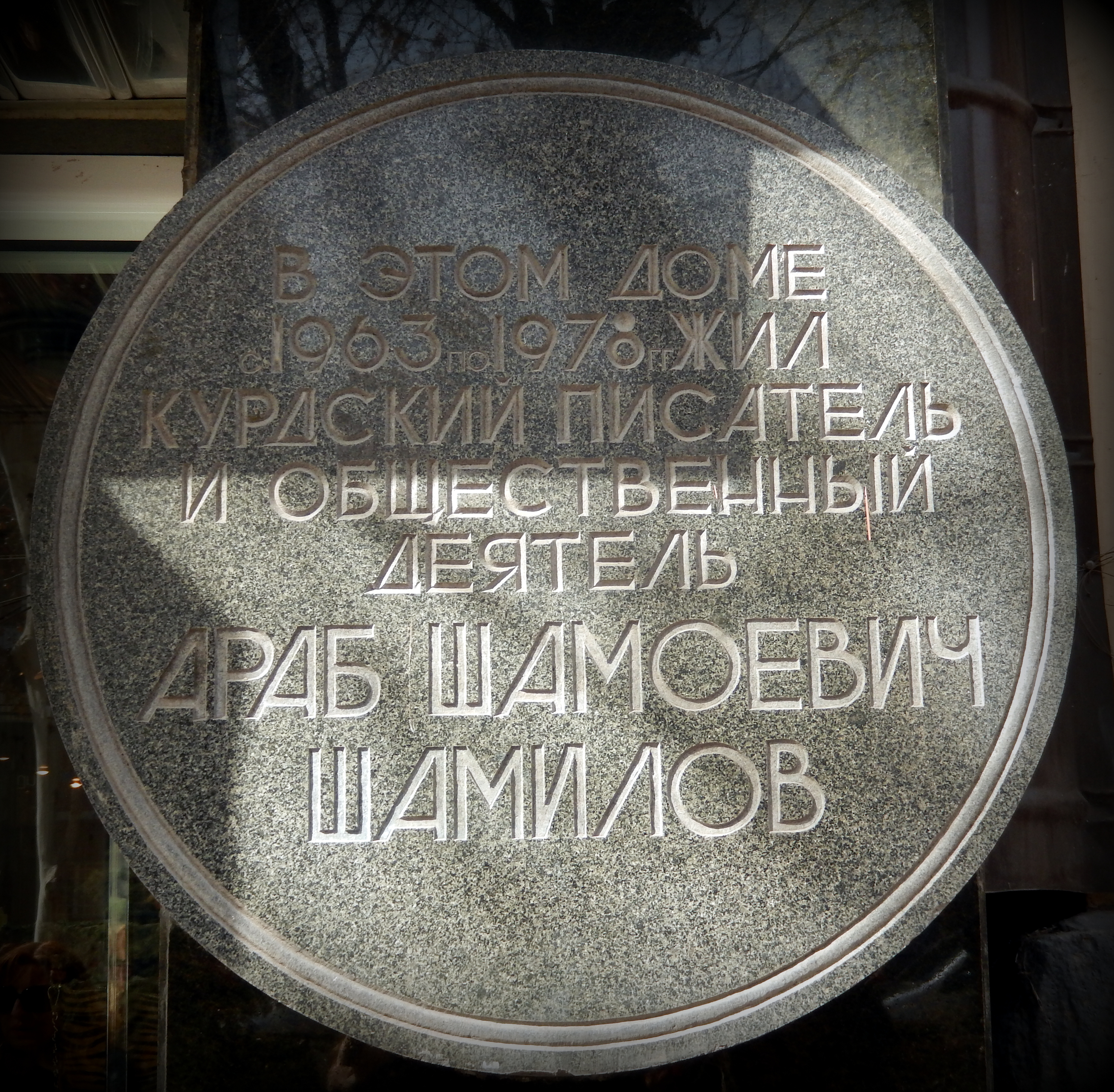
Мемориальная доска в Ереване. Ул. Абовяна

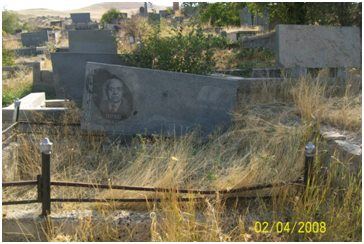
Могила Шамилова

Первое произведение Шамилова, пьеса «Лжеотшельник», была опубликована в 1930 году. За ней последовали повести «Курдский пастух» (1931) и «Курды Алагяза» (1936). В 1958 году был опубликован его роман «Рассвет» («Бәрбанг»), в 1959 — роман «Счастливая жизнь» («Жийина бәхтәwар», переведён на армянский язык в 1961—1964, на русский — в 1965). В 1966 году Шамиловым был опубликован первый в курдской литературе исторический роман «Дым-дым» (русский перевод издан в 1969). Кроме русского и армянского, произведения Шамилова также переведены на грузинский, немецкий и французский языки.